# Aliseda
Aliseda è un comune spagnolo di 2 221 abitanti situato nella comunità autonoma dell'Estremadura.